# أديتيا تشودري
أديتيا تشودري (19 أبريل 1996 نيبال - ) هو لاعب كرة قدم نيبالي، يلعب كمدافع.

## روابط خارجية
- أديتيا تشودري على موقع قاعدة بيانات كرة القدم.إي يو (الإنجليزية)
- أديتيا تشودري على موقع ناشيونال فوتبول تيمز (الإنجليزية)
- أديتيا تشودري على موقع Soccerway.com (الإنجليزية)